# Andrea Emiliani
Andrea Emiliani (Predappio, 5 marzo 1931 – Bologna, 25 marzo 2019) è stato uno storico dell'arte e funzionario italiano, esperto di pittura moderna e in particolare dell'opera di Federico Barocci.

## Biografia

Da sinistra: Andrea Emiliani, Denis Mahon, Cesare Gnudi ed Eugenio Riccòmini

Compì i primi studi a Urbino; si iscrisse all'Università di Bologna per poi trasferirsi a quella di Firenze. Si laureò, nell'anno accademico 1956-57, con Roberto Longhi ed ebbe come correlatore Francesco Arcangeli, con una tesi dal titolo Simone Cantarini detto Il Pesarese. Capitoli di storia figurativa del Seicento nelle Marche, nella quale si occupò oltre che del Cantarini anche della produzione marchigiana di altri artisti coevi, come Andrea Lilli, Andrea Boscoli, Orazio Gentileschi, Claudio Ridolfi, Giovan Giacomo Pandolfi, Simone De Magistris e Giovan Francesco Guerrieri. In particolare le ricerche condotte su Guerrieri tra il 1954 ed il '55, lo porteranno a pubblicare uno dei suoi primi testi, nel 1958.
Nell'amministrazione dei beni culturali in Emilia-Romagna ricoprì la carica di Sovrintendente per i Beni Artistici e Storici per le province di Bologna, Ferrara, Forlì e Ravenna. Nel 1974 fu fondatore e primo presidente dell'Istituto per i beni artistici, culturali e naturali della Regione Emilia-Romagna e fece parte del Consiglio superiore dei beni culturali; tenne infine la presidenza dell'Accademia Clementina di Bologna.
I suoi interessi s'indirizzarono prevalentemente sulla pittura cinquecentesca e barocca del Montefeltro e della Romagna, ma anche all'ambito della museologia; presso l'ateneo felsineo tenne infatti la cattedra dell'omonima materia. Si interessò inoltre del riordino e restauro di musei e palazzi storici, e si occupò della Pinacoteca nazionale di Bologna della quale fu anche direttore.
Condusse ricerche su Federico Barocci (1975-2008), su Simone Cantarini e Giovanni Francesco Guerrieri(1957-1998), sui pittori della stagione barocca bolognese (Ludovico Carracci, Guido Reni, Giuseppe Maria Crespi e altri). Collaborò alle Biennali d'arte bolognese, dal 1954 al 1963, e diresse le mostre d'arte bolognese, dal 1986 al 1993, a New York, Washington, Los Angeles, Fort Worth, Francoforte e Stoccarda. Nel 1991 entrò a far parte della romana Accademia di San Luca, mentre era già socio dell'urbinate Accademia Raffaello, sin dal 1958.
A Forlì promosse fortemente il recupero dell'ex convento dei domenicani, recupero che ha portato a farne la sede degli attuali Musei di San Domenico.

Dal 2015 alla morte fu presidente del Centro di documentazione delle arti moderne e contemporanee in Romagna, con sede a Imola.
Morì il 25 marzo 2019 all'età di 88 anni a Bologna, città in cui risiedeva da tempo.

## Mostre curate
- Federico Barocci, Bologna, Museo civico, dal 14 settembre al 16 novembre 1975.
- Nell'età di Correggio e dei Carracci. Pittura in Emilia dei secoli XVI e XVII (1986)[6].
- Guido Reni 1575 - 1642, Bologna, Pinacoteca nazionale - Museo civico archeologico, dal 5 settembre al 10 novembre 1988.
- Giuseppe Maria Crespi 1665 - 1747, con A. B. Rave, Bologna, Pinacoteca nazionale - Accademia di belle arti - Palazzo Pepoli Campogrande, dal 7 settembre al 11 novembre 1990.
- Giovanni Francesco Barbieri. Il Guercino 1591 - 1666, Museo civico archeologico (Bologna), Pinacoteca civica e chiesa del Rosario (Cento), dal 6 settembre - 10 novembre 1991.
- Simone Cantarini nelle Marche, con A. M. Ambrosini Massari, M. Cellini e R. Morselli, Pesaro, Palazzo Ducale - Salone Metaurense, dal 12 luglio al 28 settembre 1997.
- Simone Cantarini detto il Pesarese 1612 - 1648, Bologna, Pinacoteca nazionale - Accademia di belle arti - Sala delle belle arti, dall'11 ottobre 1997 - 6 gennaio 1998.
- La fotografia di Paolo Monti. Paolo Monti, dalle campagne di rilevamento al censimento delle vallate forlivesi, con M. Foschi, Forlì, Musei San Domenico, dal 6 ottobre 2018 al 6 gennaio 2019.

## Opere
- Giovan Francesco Guerrieri da Fossombrone. Collana di studi archeologici ed artistici marchigiani n. 7, Urbino, Istituto Statale d'Arte, 1958.
- Vasco Bendini, Bologna, Edizioni Alfa, 1960.
- Il Bronzino, Busto Arsizio, Bramante editrice, 1960.
- Gianfranco Fasce. Giovane pittura italiana n. 9, Milano, Edizioni del Milione, 1961.
- Carlo Bononi, Ferrara, Cassa di Risparmio, 1962.
- Rinascimento e barocco in Italia, in Atlante della pittura, Novara, Istituto Geografico De Agostini, 1963.
- Reni. I maestri del colore n. 35, Milano, Fratelli Fabbri Editori, 1964.
- La peinture en Europe du baroque a Goya, con T. Pignatti, Hachette, 1965.
- Bronzino. I maestri del colore n. 143, Milano, Fratelli Fabbri Editori, 1966.
- El Greco, Novara, Istituto geografico De Agostini, 1966.
- Vermeer 1632-1675, Milano, Edizioni d'arte Garzanti, 1966.
- La Pinacoteca Nazionale di Bologna, Bologna, Cappelli editore, 1967.
- Una politica per i beni culturali, con scritti di P. L. Cervellati, L. Gambi e G. Guglielmi, Torino, Einaudi, 1974.
- Dal museo al territorio 1967-1974, Bologna, Edizioni Alfa, 1974.
- Il museo alla sua terza età, Bologna, Nuova Alfa editoriale, 1985.
- Federico Barocci (Urbino 1535 - 1612), 2 voll., Bologna, Banca Popolare pesarese e ravennate, 1985.
- Guido Reni. Art Dossier n. 27, Firenze, Giunti editore, 1988, ISBN 88-09-76076-X.
- Le storie di Romolo e Remo di Ludovico Agostino e Annibale Carracci in Palazzo Magnani a Bologna, Bologna, Nuova Alfa Editoriale, 1989, ISBN 88-7779-110-1.
- L'innovazione conservativa. Più realismo per il patrimonio artistico italiano, Bologna, Nuova Alfa Editoriale, 1989, ISBN 88-7779-092-X.
- Giovanni Francesco Guerrieri da Fossombrone, Bologna, Nuova Alfa editoriale - Cassa di Risparmio di Fano, 1991, ISBN 88-7779-301-5.
- Alessio De Marchis e la sua bottega. L'esilio artistico urbinate di Alessio Pauciollo, Bologna, Nuova Alfa editoriale - Banca Popolare Pesarese e Ravennate, 1992.
- Renato Bruscaglia: acqueforti 1950-1989, Bologna, Stamparte, 1992.
- Il Seicento, tomo I, in La pittura in Emilia e in Romagna, 2 voll. in 4 tomi, Bologna, Nuova Alfa - Credito Romagnolo, 1992-94, Electa, Milano, 1996.
- La Pinacoteca Nazionale di Bologna, Milano, Electa, 1997.
- Le sale delle belle arti. Un sistema espositivo e di informazione didattica dedicato ai beni artistici, storici e ambientali, Firenze, Nardini editore, 1998.
- La vita e il segno. Il paesaggio interiore di Renato Bruscaglia incisore, Urbino, Fondazione Cassa di Risparmio di Pesaro - Accademia Raffaello, 2000.
- Raffaello. La Stanza della Segnatura, con M. Scolaro, Milano, Electa, 2002.
- Un museo nella città italiana. Vicende storiche e problemi attuali. Un progetto per Terni, Milano, Federico Motta editore, 2004.
- La Pinacoteca Nazionale di Bologna. Restauri architettonici e di allestimento 1954-1998, Bononia University Press, 2006, ISBN 88-7395-179-1.
- Federico Barocci, 2 voll., Ancona, Il lavoro editoriale-ars books, 2008, ISBN 9788876634376.
- Andrea Emiliani in conversazione con Franco Bertoni, Faenza, Valfrido, 2009 ISBN 9788890386213.
- Arte e libertà. La nascita del museo pubblico nell'Europa del XVIII secolo. Conversazione, Faenza, Amici dell'arte, 2010.
- Le Storie di Giasone in Palazzo Fava a Bologna, Bononia University Press, 2010, ISBN 9788873955955.
- Via Belle Arti 56. Conversazione Autobiografica (a cura di G. Mangani), Ancona, Il lavoro editoriale, 2011, ISBN 8876634797.
- Incontri con il pubblico. Proposte di lettura per le mostre della Pinacoteca Nazionale 1983-1998, Bologna, Minerva Edizioni, 2011, ISBN 9788873814139.
- Bronzino, Milano, Rizzoli/Skira per Corriere della Sera, 2012.
- I musei civici di Forli. Ridefinizione di un progetto, con C. Mari, Bologna, 2013, ISBN 9788897281092.
- Palazzo Milzetti Bolognesi. L'inesplicabile splendore del bianco e oro, Faenza, Carta Bianca editore, 2014, ISBN 9788897550303.
- Una politica dei beni culturali, Bononia University Press, 2014, ISBN 978-88-7395-921-2.
- Bologna. Cronache dal vivere, Bologna, Minerva edizioni, 2014, ISBN 978-88-7381-575-4.
- Leggi, bandi e provvedimenti per la tutela dei beni artistici e culturali negli antichi stati italiani 1571-1860, Firenze, Edizioni Polistampa, 2015, ISBN 978-88-596-1538-5.
- Pietro Giordani e le origini dell'Accademia di Belle Arti a Bologna. Appunti per una storia dell'impegno civile ed artistico di Pietro Giordani (1808-1815), Bononia University Press, 2015, ISBN 978-88-6923-006-6.
- I Carracci. Capolavori giovanili di Ludovico, Agostino e Annibale nel passaggio dal Manierismo al Barocco, Zanasi Foundation, 2015, ISBN 978-88-6726-082-9.
- Il paesaggio italiano, Bologna, Minerva edizioni, 2016, ISBN 978-88-7381-867-0.
- La finestra di Federico Barocci, Faenza, Carta Bianca editore, 2016, ISBN 978-88-97550-54-9.
- Edizioni d'arte e cartografia tra '500 e '600 nella corte estense. Il Tasso a Castelvetro A. D. 1564, con S. Zanasi, Rimini, NFC edizioni, 2017, ISBN 9788867261277.
- La vita delle forme nel paesaggio. Problemi storici e considerazioni attuali sulle Campagne di Rilevamento 1968-71, Faenza, Fratelli Lega Editori, 2017, ISBN 9788875941338.
- Scritti sull'incisione ed altro. Quaderni dell'ALI (Associazione Liberi Incisori) n. 4, Bologna, 2018, ISBN 9788894250435.

### Curatele
- I Carracci, con G. C. Cavalli, F. Arcangeli e M. Calvesi, catalogo critico di mostra, Bologna, Edizioni Alfa, 1956.
- Mostra di disegni del Seicento emiliano nella Pinacoteca di Brera, catalogo critico, Milano, Silvana - editoriale d'arte, 1959.
- Maestri della pittura del Seicento emiliano, con F. Arcangeli, M. Calvesi, G. C. Cavalli e C. Volpe, catalogo critico di mostra, Bologna, Edizioni Alfa, 1959.
- Felsina / Bononia / Bologna - documenti di storia, costumi e tradizioni, con P. A. Cuniberti, Bologna, Edizioni Alfa, 1962.
- Questa Romagna - documenti di storia, costumi e tradizioni, Bologna, Edizioni Alfa, 1963.
- Le acqueforti di Luciano De Vita, Bologna, Edizioni Alfa, 1964.
- H. Focillon, Grandi maestri dell'incisione, Bologna, Edizioni Alfa, 1965.
- Questa Romagna 2. Storia, costumi e tradizioni, Bologna, Edizioni Alfa, 1968.
- 2° Campagna di rilevamento dei beni artistici e culturali dell'Appennino. Una strada nella storia. Le comunicazioni sul versante orientale della valle del Reno. Diario di lavoro 12-15 Giugno 1969. Rapporto della Soprintendenza alle Gallerie di Bologna n. 2, Bologna, edizioni Alfa, 1969.
- Bologna centro storico, con P. L. Cervellati, R. Renzi e R. Scannavini, catalogo di mostra, Bologna, Edizioni Alfa, 1970.
- 4° Campagna di rilevamento dei beni artistici e culturali dell'Appennino. La valle del Santerno. Diario di lavoro 11-12-13 Giugno 1971. Rapporto della Soprintendenza alle Gallerie di Bologna n. 9, Bologna, Edizioni Alfa, 1971
- La conservazione come pubblico servizio. Ipotesi per un piano 1971-1975. Rapporto della Soprintendenza alle Gallerie di Bologna n. 8, Bologna, Edizioni Alfa, 1971.
- Le collezioni d'arte della Cassa di Risparmio in Bologna. I dipinti, Bologna, Edizioni Alfa, 1972.
- Cesena - il volto della città, con B. Dradi Maraldi, Bologna, Edizioni Alfa, 1973.
- Federico Barocci, catalogo critico della mostra, Bologna, Edizioni Alfa, 1975.
- La pittura / L'Accademia Clementina. L'arte del Settecento emiliano, con E. Riccomini, R. Roli, C. Volpe, A. Colombi Ferretti, A. Mezzetti, M. Pirondini, P. G. Pasini e S. Zamboni, catalogo critico di mostra, Bologna, Edizioni Alfa, 1979.
- Chiesa Città Campagna. Il patrimonio artistico e storico della Chiesa e l'organizzazione del territorio. Rapporto della Soprintendenza per i Beni Artistici e Storici per le province di Bologna, Ferrara, Forlì e Ravenna n. 27, catalogo di mostra, Bologna, Edizioni Alfa, 1981
- Giovan Francesco Guerrieri. Dipinti e disegni - un accostamento all'opera, con S. Anselmi e G. Sapori, Bologna, Nuova Alfa Editoriale, 1988, ISBN 88-7779-048-2.
- Guido Reni e l'Europa - fama e fortuna, catalogo di mostra, con S. Ebert-Schifferer e E. Schleier, Bologna, Credito Romagnolo - Nuova Alfa Editoriale, 1988, ISBN 88-7779-062-8.
- Dall'avanguardia dei Carracci al secolo barocco. Bologna 1580 - 1600, catalogo di mostra, Bologna, Nuova Alfa editoriale, 1988, ISBN 88-7779-036-9.
- Giuseppe Maria Crespi 1665-1747, catalogo di mostra, Bologna, Nuova Alfa editoriale, 1990, ISBN 88-7779-148-9.
- Il tempo dell'immagine. Fotografi e società a Bologna 1880 - 1980, con I. Zannier, Torino, Edizioni Seat, 1993.
- Ludovico Carracci, catalogo di mostra, Bologna, Nuova Alfa editoriale, 1993, ISBN 88-7779-373-2.
- Pinacoteca Nazionale di Bologna. Doni - Acquisti - Depositi. Le acquisizioni degli ultimi dieci anni 1987 - 1997, con R. D'Amico e A. Volpe, Bologna, Minerva edizioni, 1997.
- Simone Cantarini detto il Pesarese 1612 - 1648, catalogo di mostra, Milano, Electa, 1997.
- Simone Cantarini nelle Marche, con A. M. Ambrosini Massari, M. Cellini e R. Morselli, catalogo di mostra, Venezia, Marsilio editori, 1997.
- L'arte, un universo di relazioni. Le mostre di Bologna 1950-2001, con M. Scolaro, Milano, Skira, 2002.
- Gonzaga. La celeste galleria, il museo dei duchi di Mantova, con R. Morselli, Milano, Skira, 2002.
- Corrado Ricci: storico dell'arte tra esperienza e progetto, con D. Domini, Ravenna, Longo editore, 2004, ISBN 88-8063-456-9.
- La cura del bello per Corrado Ricci. Musei, storie, paesaggi, con C. Spadoni, Milano, Electa, 2008, ISBN 9788837061715.
- La città e il suo doppio. Spiritualità rapita, catalogo di mostra, Cesena, Il Vicolo, 2008.
- Ritmi di terra e di mare. Opere di Giovanni Ciangottini (1912 - 1998), con M. Scolaro, catalogo di mostra, Bologna, Bononia University Press, 2008, ISBN 978-88-7395-414-9.
- Amico Aspertini 1474 - 1552. Artista bizzarro nell'età di Durer e Raffaello, con D. Scaglietti Kelescian, catalogo di mostra, Milano, Silvana editoriale, 2008.
- La Bibbia nella pittura ferrarese, con G. Venturi, Roma-Ferrara, Viviani-Carife, 2009, ISBN 8879931385.
- Arte e fede. Gli ex voto testimonianza della gratitudine umana, Bologna, Chepi, 2011.
- Federico Barocci - gloria e ideologia del colore, Erreciemme edizioni, 2016, ISBN 978-88-941360-05.
- Pietro Giordani. Scritti per le Arti. Antologia, Bologna, Bononia University Press, 2017, ISBN 978-88-6923-209-1.
- Francesco Arcangeli. Maestro e fratello, Bologna, Minerva edizioni, 2018, ISBN 978-8873819288.
- Bacco e Arianna di Guido Reni. Singolari vicende e nuove proposte, Rimini, NFC edizioni, 2018, ISBN 9788867261840.

### Saggi e articoli
- Il Bronzino e la cappella di Eleonora da Toledo in Palazzo Vecchio, in «Acropoli. Rivista d'arte», fasc. II, 1960-61.
- Il secolo di Federico. Urbino e il Montefeltro: ragguaglio delle arti in Marche. Tuttitalia. Enciclopedia dell'Italia antica e moderna. Marche, Firenze - Novara, Casa editrice Sansoni - Istituto geografico De Agostini, 1962, pp. 205–09.
- s.v. Cignani, Carlo, in Le muse. Enciclopedia di tutte le arti, vol. 3, Novara, Istituto Geografico De Agostini, 1965, pp. 287–88.
- Le arenarie del bolognese, con R. Rossi - Manaresi, in E. Riccomini (a cura di), Sculture all'aperto. Degradazioni dei materiali e problemi conservativi, catalogo di mostra, Bologna, 1969.
- Improrogabile una riforma della Legge 717 ovvero del 2% in Rapporto sull'attività di tutela conservazione e restauro della Soprintendenza alle Gallerie di Bologna n. 7, Bologna, Edizioni Alfa, 1971.
- Introduzione in A. Baccilieri e J. Bentini (a cura di),  Il patrimonio culturale della provincia di Bologna. I - Gli edifici di culto del territorio delle Diocesi di Bologna e Imola. Rapporto della Soprintendenza alle Gallerie di Bologna n. 15, Bologna, Edizioni Alfa, 1973.
- Un modello museografico per i materiali dell'Istituto delle Scienze, in I materiali dell'Istituto delle Scienze, catalogo di mostra, Bologna, CLUEB, 1979, pp. 121–36.
- La cupola della Cappella della Madonna del Fuoco (nota introduttiva) in La cupola della Madonna della Fuoco nella cattedrale di Forlì. Rapporto della Soprintendenza per i beni artistici e storici di Bologna, Ferrara, Forlì e Ravenna n. 23, Bologna, Edizioni ALFA, 1979, pp.  7-16.
- Dall'ambiente al museo, in Capire l'Italia. Il patrimonio storico artistico, vol. 3, Milano, Touring Club Italiano, 1979, pp. 8–31.
- Il museo, laboratorio della storia, Raccolte e musei italiani dall'umanesimo all'unità nazionale e Musei e cantieri, in Capire l'Italia. I musei, vol. 4, Milano, Touring Club Italiano, 1980, pp. 19–45, 121-53 e 220.
- Arte e pietà, in Arte e pietà. I patrimoni culturali delle Opere Pie, catalogo di mostra, Bologna, CLUEB - Istituto per i Beni Culturali della Regione Emilia-Romagna, 1980, pp. 39–51.
- Introduzione, in G. Viroli, La pinacoteca civica di Forlì, Forlì, Cassa dei Risparmi di Forlì, 1980.
- Introduzione, in L. Marzocchi (a cura di), Le carte di Carlo Cesare Malvasia. Le "Vite" di Guido Reni e di Simone Cantarini dal manoscritto B. 16-17 della Biblioteca Comunale dell'Archiginnasio di Bologna. Rapporto della Soprintendenza per i beni artistici e storici per le province di Bologna, Ferrara, Forlì e Ravenna n. 25, Bologna, Edizioni ALFA, 1980, pp.  5-7.
- L'immagine del lavoro, in Capire l'Italia. Campagna e industria. I segni del lavoro, vol. 5, Milano, Touring Club Italiano, 1981, pp. 10–20.
- Quasi un viaggio, un lungo viaggio verso la terra promessa (nota introduttiva), in R. D'Amico (a cura di), Conoscenza e conservazione. La terra promessa. Attività di catalogazione e di restauro nelle Chiese della città e della Diocesi di Bologna. Rapporto della Soprintendenza per i beni artistici e storici per le province di Bologna, Ferrara, Forlì e Ravenna n. 28, catalogo di mostra, Bologna, Edizioni ALFA, 1981, pp.  5-8.
- Presentazione, in F. Sangiorgi, Committenze milanesi a Federico Barocci e alla sua scuola nel carteggio Vincenzi della Biblioteca Universitaria di Urbino, Collana di studi e testi n. 10, Urbino, Accademia Raffaello, 1982.
- Saggio introduttivo in A. Colombi Ferretti, Dipinti d'altare in età di Controriforma in Romagna 1560 - 1650. Opere restaurate dalle diocesi di Faenza, Forlì, Cesena e Rimini. Rapporti della Soprintendenza per i beni artistici e storici per le province di Bologna, Ferrara, Forlì e Ravenna n. 37, catalogo di mostra, Bologna, Edizioni Alfa, 1982.
- L'Estasi di Santa Cecilia (saggio introduttivo), in L'Estasi di Santa Cecilia di Raffaello da Urbino nella Pinacoteca Nazionale di Bologna, Bologna, Edizioni Alfa, 1983.
- Introduzione, in La Santa Cecilia di Raffaello. Indagini per un dipinto. Rapporti della Soprintendenza per i beni artistici e storici per le province di Bologna, Ferrara, Forlì e Ravenna n. 44, Bologna, Edizioni Alfa, 1983.
- Conclusione, in Il classicismo. Medioevo - Rinascimento - Barocco. Atti del colloquio Cesare Gnudi, Bologna, Nuova Alfa Editoriale, 1983, pp. 373–79, ISBN 88-7779-250-7.
- La via della speranza: verifica e progetto (saggio introduttivo), in R. Biagianti, La Valle del Duca. Architettura e paesaggio, Montepulciano, Editori del Grifo, 1984.
- Premessa, in S. Calabrese e S. Camerini (a cura di), L'immagine dell'appennino bolognese. Dai disegnatori dell'Ottocento a Giorgio Morandi, Bologna, Nuova Alfa Editoriale, 1984, p. 11.
- Gli esordi dei Carracci e gli affreschi di Palazzo Fava (saggio introduttivo), in Bologna 1584. Gli esordi dei Carracci e gli affreschi di Palazzo Fava, catalogo di mostra, Bologna, Nuova Alfa Editoriale, 1984.
- Del parlar disgiunto fra poesia e pittura e Jacopo Bassano, in A. Buzzoni (a cura di), Torquato Tasso tra letteratura musica teatro e arti figurative, catalogo di mostra, Bologna, Nuova Alfa Editoriale, 1985, pp. XV-XXIV e 207-08.
- Tre artisti nella Bologna dei Bentivoglio (saggio introduttivo), in G. Agostini e L. Ciammitti (a cura di), Niccolò dell'Arca. Il compianto sul Cristo di Santa Maria della Via, catalogo di mostra, Bologna, Nuova Alfa Editoriale, 1985.
- Bologna: progetti mirati in «Capolavori da salvare. Art Dossier n. 6», Firenze, Giunti editore, 1986, p. 12.
- Per un museo del mattone, in M. Foschi e O. Piraccini (a cura di), Città ancor di mattone. Idee per un museo, catalogo di mostra, Forlì, 1986, p. 11.
- Natura e storia: due appuntamenti nell'organizzazione figurativa bolognese fra Cinquecento e barocco, in  Emiliani painting of the 16th and 17th centuries, atti di simposio, Bologna, Nuova Alfa Editoriale, 1987, pp. 11–22, ISBN 88-7779-006-7.
- La polis culturale bolognese, in La città del sapere. I laboratori storici e i musei dell'Università di Bologna, Bologna - Ravenna, Banca del Monte, 1987, pp. 21–52.
- Introduzione, in E. Raimondi, Codio e l'Umanesimo a Bologna, Bologna, Il Mulino, 1987, ISBN 88-15-01469-1.
- Controriforma no grazie in «Art e Dossier», n. 27, settembre 1988, Firenze, Giunti editore, pp. 4–5.
- I tramonti dell'Adriatico, in D. Domini (a cura di), Lord Byron, catalogo di mostra, Ravenna, Longo editore, 1988, pp. 13–18.
- Bologna 1490: dall'umanesimo severo alla suavitas rinascimentale, con. K. Oberhuber, in M. Faietti e K. Oberhuber (a cura di), Bologna e l'umanesimo 1490 - 1510, catalogo di mostra, Bologna, Nuova Alfa Editoriale, 1988, pp. XI-XXXIV, ISBN 88-7779-033-4.
- Introduzione, in A. C. Quatremere de Quincy e Pio VII Chiaramonti, Lo studio delle arti e il genio dell'Europa, M. Scolaro (a cura di), Bologna, Nuova Alfa Editoriale, 1989, ISBN 88-7779-101-2.
- Prefazione, in G. Perini (a cura di), Il luogo ed il ruolo della città di Bologna tra Europa continentale e mediterranea, atti di colloquio C.I.H.A. 1990, Bologna, Nuova Alfa editoriale, 1992, ISBN 88-7779-342-2.
- Presentazione, in G. Viroli, I dipinti d'altare della Diocesi di Ravenna, Bologna, Nuova Alfa Editoriale - Banca Popolare pesarese e ravennate, 1991.
- Il Guercino. Dal talento della natura al romanticismo della realtà (saggio introduttivo), in D. Mahon (a cura di), Giovanni Francesco Barbieri. Il Guercino 1591 - 1666, catalogo di mostra, Bologna, Nuova Alfa Editoriale, 1991.
- Quale società, quale cultura, quale storia (saggio introduttivo) e Mecenatismo per tutti in N. Cecini e G. Viroli (a cura di), Biblia Pauperum. Dipinti dalle diocesi di Romagna 1570-1670, catalogo di mostra, Bologna, Nuova Alfa editoriale, 1992, pp. VII e 310-21, ISBN 88-7779-350-3.
- Introduzione, in H. Focillon, Piero della Francesca, Parma, Pratiche editrice, 1992, ISBN 88-7380-168-4.
- Premessa, in M. Scolaro (a cura di), Carimonte. La raccolta d'arte, Milano, Carimonte Banca, 1992.
- Introduzione, in C. Giardini (a cura di), La collezione Hercolani nella Pinacoteca Civica di Pesaro. Trentotto dipinti e un marmo provenienti dall'eredità Rossini, catalogo di mostra, Bologna, Nuova Alfa Editoriale, 1992, pp. 13–15.
- La «sepoltura di Cristo» di Federico Barocci in Santa Croce di Senigallia: un inedito "bozzetto per i colori" e altri contributi alla conoscenza dell'artista, in «Artibus et historiae - an art anthology», anno XIII, n. 25, Vienna, IRSA, 1992.
- Mito del classicismo e cultura delle Legazioni, in Raffaello, Rossini e il bello stile, catalogo di mostra, Urbino - Pesaro, Accademia Raffaello - Fondazione Rossini, 1993, pp. 35–40.
- Il respiro vivo dell'intelligenza e del cuore, in T. Graziani Longhi (a cura di), Proporzioni. Scritti e lettere di Alberto Graziani. Le lettere (1934-1943), vol. II, Bologna, Nuova Alfa Editoriale, 1993, pp. 13–138, ISBN 88-7779-282-5.
- Introduzione in A. Santucci,  'A decoro e vantaggio di questa città'. Archi colonne capitelli. La scultura decorativa a Bologna: problemi di tutela e conservazione. Rapporti della Soprintendenza per i beni artistici e storici per le province di Bologna, Ferrara, Forlì e Ravenna n. 70, Bologna, Nuova Alfa Editoriale, 1993.
- Francesco di Giorgio Martini e il Duomo di Urbino (saggio introduttivo) in F. Negroni, Il Duomo di Urbino, Urbino, Accademia Raffaello, 1993.
- Gli anni di Gregorio XIII Boncompagni: il tempo e lo spazio, in V. Fortunati (a cura di), Lavinia Fontana 1552 - 1614, catalogo di mostra, Milano, Electa, 1994, pp. 53–73.
- Tre città nella bottiglia, in G. Cucco, Urbino - percorso iconografico dal XV al XIX secolo, Urbino, Accademia Raffaello - Provincia di Pesaro e Urbino, 1994, pp. 19–22.
- Le stagioni della critica e del restauro (saggio introduttivo) in D. Benati (a cura di), Il Trecento riminese. Maestri e botteghe tra Romagna e Marche, catalogo di mostra, Milano, Electa, 1996, p. 19, ISBN 88-435-5311-9.
- Una lettura di Gabriele d'Annunzio (1878-1907), in Il compianto su Cristo morto. Quattro capolavori della scultura emiliana del Quattrocento, catalogo di mostra, Ministero per i Beni Culturali e Ambientali, 1996, pp. 121–25.
- La provincia di Pesaro e Urbino, in La provincia di Pesaro e Urbino tra arte e paesaggio, Milano, Federico Motta Editore, 1998, ISBN 88-7179-145-2.
- Il Farnese come metafora della città (saggio introduttivo) e Palazzo Farnese, ovvero la storia recuperata, in P. Soffientini e S. Quagliaroli, Il museo ritrovato. Cultura ed istituzioni culturali a Piacenza fra il 1975 e il 2000, Centro Studi "Cento Rose", 2000, pp. 5–7 e 159-165, ISBN 88-85381-15-4.
- Simone Cantarini, in D. Benati (a cura di), Tempio dell'arte. Dipinti emiliani e romagnoli dal XVI al XVII secolo, catalogo di mostra, Bologna, Fondantico, 2000, pp. 57–60.
- Il tempo della Storia (saggio introduttivo), in R. Morselli, Le collezioni Gonzaga. L'elenco dei beni del 1626 - 1627, Milano, Silvana editoriale, 2000, pp. 17–33, ISBN 88-8215-283-9.
- Introduzione, in L. Ciammitti (a cura di), Vago e forte. Ludovico e Galamino per lo stendardo di San Rocco: un processo a Bologna nel 1536, catalogo di mostra, Bologna, Edizioni Compositori, 2001, ISBN 88-7794-300-9.
- Gino Magnani collezionista, in S. Tosini Pizzetti (a cura di), Fondazione Magnani - Rocca. Catalogo generale, Firenze, Nardini editore, 2001, pp. 25–29, ISBN 88-404-1159-3.
- Come sempre, in D. Mormorio, Paesaggi delle Marche nella fotografia del Novecento, Milano, Federico Motta editore, 2001, pp. 9 – 11, ISBN 88-7179-324-2.
- L'ideale classico nell'età barocca, in Lezioni di storia dell'arte. Dall'Umanesimo all'età barocca, vol. II, Milano, Skira, 2002, pp. 407–23, ISBN 88-8491-202-4.
- Prefazione, in M. L. Giumanini, Competere in arte. I concorsi Fiori e Marsili Aldrovandi dell'Accademia Clementina, Bologna, CLUEB, 2003.
- Storie barocche (saggio introduttivo) in M. Cellini (a cura di), Storie barocche da Guercino a Serra e Savolini nella Romagna del Seicento, catalogo di mostra, Bologna, Abacus edizioni, 2004, pp. 14–7, ISBN 88-88566-03-1.
- La morte dell'esaltazione biografica, in Bronzino. I classici dell'arte. Corriere della sera, vol. 52, Milano, RCS - Skira, 2004, pp. 7–18.
- Premesse per una forma museografica bolognese (saggio introduttivo), in J. Bentini, G. P. Cammarota e D. Scaglietti Kelescian (a cura di), Pinacoteca Nazionale di Bologna. Catalogo generale. Dal Duecento a Francesco Francia, vol. I, Venezia, Marsilio editori, 2004, ISBN 88-317-8467-6.
- Morandi e l'antico, in Museo Morandi. Catalogo generale, Milano, Silvana editoriale, 2004, pp. 33–45.
- Introduzione, in N. Ceroni (a cura di), Arte e genius loci. La donazione Elsbeth Ottenbacher Rasponi. Una famiglia alla ricerca del bello, una comunità alla sua riscoperta, catalogo di mostra, Provincia di Ravenna, 2004, ISBN 88-901499-0-6.
- Guido Reni, la Strage degli Innocenti, in L. Tozzato (a cura di), Bambini nel tempo. L'infanzia e l'arte, catalogo di mostra, Milano, Skira, 2004, pp. 49–53, ISBN 88-8491-917-7.
- Ferrara, l'età d'oro e il suo secondo rinascimento (saggio introduttivo), G. Marcolini (a cura di), La collezione Sacrati Strozzi. I dipinti restituiti a Ferrara, Milano, Federico Motte Editore, 2005, ISBN 88-7179-497-4.
- Prefazione, in M. Preti Hamard, Ferdinando Marescalchi (1754-1816). Un collezionista italiano nella Parigi napoleonica, vol. I, Bologna, Minerva edizioni, 2005, pp. 11–13, ISBN 88-7381-085-3.
- Presentazione, in G. Volpe, Manuale di legislazione dei beni culturali. Storie e attualità, Padova, Cedam, 2005, ISBN 88-13-26482-8.
- L'Ospedale e la sua immagine nella scena urbana in G. Campanini, M. Guarino e G. Lippi (a cura di), Le Arti della Salute. Il patrimonio culturale e scientifico della sanità pubblica in Emilia-Romagna, catalogo di mostra, Milano, Skira, 2005, pp. 119–25.
- Musei e museologia in Storia d'Italia. I documenti. Istituzioni e società civile, vol. 18, Torino - Milano, Giulio Einaudi editore - Il Sole 24 Ore, 2005, pp. 1615–55.
- Bologna, in Storia d'Italia. Atlante. Pittura e cartografia, vol. 19, Torino - Milano, Giulio Einaudi editore - Il Sole 24 Ore, 2005, pp. 290–302.
- Federico Barocci, tecnica e sentimento. Storie di allievi, copisti, ammiratori (saggio introduttivo) in A. M. Ambrosini Massari e M.Cellini (a cura di), Nel segno di Barocci. Allievi e seguaci tra Marche, Umbria, Siena, Milano, Federico Motta editore, 2005.
- Novità ed aggiunte per Santa Cecilia (saggio introduttivo), in D. Scaglietti Kelescian (a cura di), La chiesa di Santa Cecilia in Bologna. Riscoperte e restauri, Bologna, Costa editore, 2005, ISBN 88-89646-09-8.
- L'identità di un artista e il mondo delle esposizioni, in G. Asioli Martini (a cura di), Giovanni Domenico Valentini alias G. D. V. pittore d'interni e di nature morte. Collezioni d'arte della Fondazione Cassa di Risparmio di Imola, Imola, Edizioni La Mandragora, 2005, pp. 13–19, ISBN 88-7586-073-4.
- L'età bolognese di Pietro Giordani, in D. Galligani, C. Leroy, A. Magnan e B. Saint Girons (a cura di), Rivoluzioni dell'Antico, Bologna, Bononia University Press, 2006, pp. 123–31, ISBN 88-7395-130-9.
- Il "Morandi" di Arcangeli: lo specchio infranto, in C. Spadoni (a cura di), Turner Monet Pollock. Dal romanticismo all'informale. Omaggio a Francesco Arcangeli, catalogo di mostra, Milano, Electa, 2006, pp. 57–62.
- Mezzo secolo di mostre. Tra Bologna, l'Europa e il mondo (1950-2000), in D. Benati e E. Riccomini (a cura di), Annibale Carracci, catalogo di mostra, Milano, Electa, 2006, pp. 58–69, ISBN 88-370-4349-X.
- Prefazione, con M. Mazzali, in F. Farneti e V. Riccardi Scasselati Sforzolini (a cura di), La vita artistica di Antonio Basoli, Bologna, Minerva edizioni, 2006, ISBN 88-7381-152-3.
- Torquato Tasso: tra parlar disgiunto e dipendenza di sensi. Un modello didattico per la compressione dell'ultima stagione di Tiziano, in L. Puppi (a cura di), Tiziano. L'ultimo atto, catalogo di mostra, Milano, Skira, 2007, pp. 69–75, ISBN 978-88-6130-497-0.
- Cento disegni per Bologna, in V. Mancini e G. Pavanello (a cura di), Il segno dell'arte. Disegni di figura nella collezione Certani alla Fondazione Giorgio Cini (1500-1750), catalogo di mostra, Bologna, Bononia University Press, 2007, pp. 21–25.
- Presentazione, in C. Ravanelli Guidotti, Il corredo della Farmacia dell'Ospedale di Imola, Imola, Editrice La Mandragora, 2007, pp. 11-15, ISBN 88-7586-140-4.
- Il Malvasia antiplatonico e Raffaello, il "boccalajo" urbinate. L'amore della vita del giovane Correggio, in L. Fornari Schianchi (a cura di), Correggio, catalogo di mostra, Milano, Skira, 2008, pp. 245 – 52.
- Dall'impresa Clementina alla nuova Accademia di Belle Arti (con M. Mazzali), I primi anni dell'Accademia di Belle Arti di Bologna (1802 - 1815) (saggi introduttivi) e Ornato, veduta fantastica, paese, in F. Farneti e E. Frattarolo (a cura di), Antonio Basoli 1774 - 1848. Ornatista, Scenografo, Pittore di paesaggio. Il viaggiatore che resta a casa, catalogo di mostra, Bologna, Minerva edizioni, 2008, pp. 8–13 e 88-91, ISBN 978-88-7381-208-1.
- Correggio giovane in M. G. Bernardini (a cura di), I grandi maestri del Rinascimento. Michelangelo - Raffaello - Correggio - Tiziano, Modena, Franco Cosimo Panini editore, 2008, pp. 201–20, ISBN 978-88-248-0447-9.
- L'età della trasformazione, l'artigianato e il restauro, in V. Cicala e V. Ferorelli (a cura di), Ma questa è un'altra storia. Voci, vicende e territori della cultura in Emilia-Romagna (1978-2008), Bologna, Bononia University Press, 2008, pp. 35–50, ISBN 978-88-7395-395-1.
- La protection du patrimoine artistique en Italie: survol historique, in J. Pigeaud (a cura di), Les voyages, rêves et réalités: 7e entretiens de la Garenne Lemot, Rennes, Presses Universitaires de Rennes, 2008, ISBN 978-2-7535-0572-8.
- La lamentevole morte del cavaliere imperiale Guidarello Guidarelli e la lunga impresa del suo incompiuto sepolcro commissionato a Tullio Lombardo in Ravenna, in N. Ceroni, A. Fabbri e C. Spadoni (a cura di), Guidarello Guidarelli - interventi conservativi - nuovi studi e ricerche, Pagine del MAR n.3, MAR - Museo d'Arte della città di Ravenna - Comune di Ravenna, 2009, pp. 15–43.
- Cesare Gnudi tra idea della storia e memoria dell'età classica (saggio introduttivo), in C. Gnudi, L'ideale classico. Saggi sulla tradizione classica nella pittura del Cinquecento e del Seicento, Bologna, Minerva edizioni, 2010, pp. VII - XXI, ISBN 978-88-7381-331-6.
- August Schmarsow e l'incontro con l'arte di Federico Barocci (1909) in A. Schmarsow, Federico Barocci. Un capostipite della pittura barocca, L. Bravi (a cura di), Urbino - Ancona, Accademia Raffaello - Il lavoro editoriale, 2010, pp. 7–20, ISBN 978-88-7663-465-9.
- La Biennale di Venezia, al primo incontro, in G. Asioli Martini (a cura di), Artisti imolesi alle Biennali di Venezia. Dipinti, sculture, ceramiche e disegni, catalogo di mostra, Imola, Editrice La Mandragora - Fondazione Cassa di Risparmio di Imola, 2010, pp. 17–31, ISBN 978-88-7586-287-9.
- Il capolavoro del Barocci, dai disegni al colore (saggio introduttivo), in F. Abbozzo e M. T. Castellano (a cura di), Federico Barocci. "Il Deposto di Croce" alla Cappella di San Bernardino nella cattedrale di Perugia. Il restauro. Studio e conservazione, Ancona, Il lavoro editoriale, 2010, ISBN 978-88-7663-458-1.
- Bologna. L'identità italiana e il classicismo bolognese, con M. Scolaro, in A. Paolucci (a cura di), La bella Italia. Arte e identità delle città capitali, catalogo di mostra, Milano, Silvana editoriale, 2011, pp. 263–85.
- Arte e identità italiana, in G. Chili (a cura di), 150 anni dell'Unità d'Italia, atti di convegno, Bologna, Fondazione del Monte di Bologna e Ravenna, 2011, pp. 77–83.
- Dall'Accademia Clementina all'Accademia di Belle Arti e alla Pinacoteca Nazionale, in A. De Fazio (a cura di), Accademia di Belle Arti di Bologna. Catalogo della quadreria, Rimini, NFC edizioni, 2012, pp. 15–22, ISBN 9788867260034.
- Simone Cantarini e l'avventura della sua giovinezza tra Fano e Bologna, in A. M. Ambrosini Massari (a cura di), Fano per Simone Cantarini. Genio ribelle. 1612 - 2012, catalogo di mostra, Fano, Fondazione Cassa di Risparmio di Fano, 2012, pp. 18–25, ISBN 978-88-95665-03-0.
- Neve nelle Marche, in Marche sotto la neve. Febbraio 2012, Bologna, Minerva edizioni, 2012, pp. 5–8, ISBN 978-88-7381-394-1.
- Il collezionista, in D. Rubboli, Francesco Molinari Pradelli. La genialità della tradizione, Parma, Azzali editori, 2013, pp. 129–32.
- Presentazione, in D. Mahon (a cura di), Il Guercino (Giovanni Francesco Barbieri 1591 - 1666). Catalogo critico dei dipinti, Bologna, Minerva edizioni, 2013, ISBN 978-887-381-473-3.
- I silenziosi pensieri delle incisioni di Leonardo Castellani, in I. Aliventi (a cura di), Leonardo Castellani. Segno e racconto. Donazione Castellani, catalogo di mostra, Urbino, Accademia Raffaello, 2013, pp. 11–16.
- L'arte come storia, l'arte come materia (saggio introduttivo), in S. Verde, Cultura senza Capitale. Storia e tradimento di un'idea italiana, Venezia, Marsilio editori, 2014, ISBN 978-88-317-1832-5.
- Benedetto XIV, il collezionismo e il museo civico, in S. Guarino (a cura di), Guido Reni e i Carracci. Un atteso ritorno. Capolavori bolognesi dai musei capitolini, catalogo di mostra, Bologna - Milano, Bononia University Press - Notabene Company, 2015, pp. 55–64, ISBN 978-88-6923-104-9.
- Sir Denis Mahon e Bologna, in G. Agostini e E. Rossoni, Sir Denis Mahon per la Pinacoteca Nazionale di Bologna. Una donazione compiuta, MIBACT - Polo Museale Emilia-Romagna, 2016, pp. 7–16, ISBN 9788867261208.
- Prefazione, in G. G. Lemaire, Massimo Arrighi. I colori dello spazio - tempo, Bologna, Edizioni Aspasia, 2016.
- L. Magnani, Intervista ad Andrea Emiliani, in Quella strana idea di Romagna. Alteo Dolcini, Max David e il "Senato" della Romagna. 50 anni di Tribunato di Romagna, Bologna, Minerva edizioni, 2017, pp. 200–06, ISBN 978-8873819301.
- La storia e la mente critica (saggio introduttivo), in G. Turin e S. Gazzola (a cura di), Gianni Turin - Diffusa 17 / Sacrificio e memoria, catalogo di mostra, Bologna, Persiani editore, 2017.
- Per Renato Bruscaglia, da giovane, in I. Aliventi e S. Cuppini (a cura di), Bruscaglia inedito 45 / 70, catalogo di mostra, Urbino, Accademia Raffaello, 2017, pp. 29–33.
- Carlo Bononi, in G. Sassu e F. Cappelletti (a cura di), Carlo Bononi. L'ultimo sognatore dell'officina ferrarese, catalogo di mostra, Ferrara, Fondazione Ferrara Arte, 2017, pp. 16–19, ISBN 978-88-89793-41-1.
- Raffaello, Rossini e il mito del classicismo nelle Legazioni, in J. Bentini e P. Mioli (a cura di), Gioacchino in Bologna. Mezzo secolo di società e cultura cittadina convissuto con Rossini e la sua musica, Bologna, Edizioni Pendragon, 2018, pp. 189–93, ISBN 978-88-3364-036-5.
- Per Mauro Mazzali (saggio introduttivo), in G. Campanini (a cura di), Mauro Mazzali. Sub lucem. Prima che l'alba accenda i colori, catalogo di mostra, Bologna, Edizioni Pendragon, 2018.
- Prefazione, in D. Bergamini, G. Demaria e S. Maini (a cura di), Palazzo Malvezzi de' Medici a Bologna. Una storia da rivivere, Bologna, Bononia University Press, 2018, ISBN 978-88-6923-326-5.
- Franca e Michela, Michela e Franca (saggio introduttivo, con F. Scolaro e G. Scolaro) e Momenti lunghi una vita, in F. Varignana, Il valore aggiunto. Scritti critici, a cura di M. Scolaro, 2019, Faenza, Carta Bianca Editore, 2019, pp. 3–5 e 47-53, ISBN 9788897550891.
- Prefazione (pubblicazione postuma), in L. Baroni e L. Toccacieli, Federico Barocci. La stampa dell'Annunciazione. Due letture a confronto, Milano, Silvana editoriale, 2020, ISBN 9788836643172.